# LF System
LF System sind ein schottisches House-DJ- und Produzentenduo, bestehend aus Conor Larkman und Sean Finnigan. Im Juli 2022 belegten sie mit Afraid to Feel acht Wochen lang Platz eins der britischen Singlecharts und wurden zwei Mal von der British Phonographic Industry mit Platin ausgezeichnet.

## Karriere
Conor Larkman und Sean Finnigan stammen aus West Lothian und haben früher Fußball im Jugendbereich gegeneinander gespielt. Über ein DJ-Collective fanden sie 2020 zusammen. Bis 2022 arbeitete Larkman als Dachdecker und Finnigan als Tankwart. Der Name LF System entstand aus der Kombination ihrer beiden Nachnamen – Larkman und Finnigan.
Vor Afraid to Feel veröffentlichten LF System den Track Dancing Cliché, der auf dem Song Party People von 1981 von Luther Vandross basierte, der von der Funkgruppe The Main Ingredient mit Cuba Gooding Senior veröffentlicht wurde.
Afraid to Feel wurde am 2. Mai 2022 bei Warner Music veröffentlicht. Der Song basiert auf I Can’t Stop (Turning You On) aus dem Album Midnight Dancer der Soulband Silk aus den 1970er Jahren, wobei der Gesang von Louise Clare Marshall gegenüber der ursprünglichen Philly-Veröffentlichung sowohl beschleunigt als auch abgebremst wurde.
LF System waren bis zum Einstieg in die britischen Charts nahezu unbekannt. In den britischen Singlecharts hielt sich der Song 47 Wochen, davon 8 Wochen auf Platz 1 und 12 Wochen in den Top 10. Im Nachbarland Irland erreichte er Platz 2, im übrigen Europa wurde nur in Dänemark und den Niederlanden eine Platzierung erreicht, ebenso in Neuseeland. 2023 wurde eine BRIT-Awards-Nominierung erreicht.

## Auszeichnungen für Musikverkäufe
| Goldene Schallplatte - Frankreich - 2024: für die Single Afraid To Feel - Italien - 2023: für die Single Afraid To Feel - Niederlande - 2022: für die Single Afraid To Feel - Polen - 2024: für die Single Afraid To Feel - Spanien - 2024: für die Single Afraid To Feel | Platin-Schallplatte - Dänemark - 2025: für die Single Afraid To Feel |

Anmerkung: Auszeichnungen in Ländern aus den Charttabellen bzw. Chartboxen sind in ebendiesen zu finden.
| Land/RegionAuszeichnungen für Musikverkäufe (Land/Region, Auszeichnungen, Verkäufe, Quellen) | Gold     | Platin     | Verkäufe  | Quellen             |
| -------------------------------------------------------------------------------------------- | -------- | ---------- | --------- | ------------------- |
| Dänemark (IFPI)                                                                              | —        | Platin1    | 90.000    | ifpi.dk             |
| Frankreich (SNEP)                                                                            | Gold1    | —          | 100.000   | snepmusique.com     |
| Italien (FIMI)                                                                               | Gold1    | —          | 50.000    | fimi.it             |
| Niederlande (NVPI)                                                                           | Gold1    | —          | 40.000    | nvpi.nl             |
| Polen (ZPAV)                                                                                 | Gold1    | —          | 25.000    | olis.pl             |
| Spanien (Promusicae)                                                                         | Gold1    | —          | 30.000    | elportaldemusica.es |
| Vereinigtes Königreich (BPI)                                                                 | —        | 3× Platin3 | 1.800.000 | bpi.co.uk           |
| Insgesamt                                                                                    | 5× Gold5 | 4× Platin4 |           |                     |